# Theta Capricorni
Theta Capricorni (θ Cap) ist ein Stern im Sternbild Steinbock. Er hat eine scheinbare Helligkeit von 4,1 mag und seine Entfernung beträgt ca. 162 Lichtjahre.
Der Stern bewegt sich für Beobachter auf der Erde mit einer Eigenbewegung von etwa 101 Millibogensekunden/Jahr über den Himmel. Bei seiner Entfernung entspricht dies einer Geschwindigkeit von etwa 24 km/s, während er sich zusätzlich mit einer Geschwindigkeit von 11 km/s auf uns zu bewegt. Im Raum bewegt sich der Stern demnach mit einer Geschwindigkeit von etwa 26 km/s relativ zu unserer Sonne.
Es handelt sich bei Theta Capricorni um einen weißen Hauptreihenstern von etwa 2,7-facher Masse, 2,6-fachem Durchmesser und 65-facher Leuchtkraft der Sonne. Der Stern rotiert ungewöhnlich schnell mit einer projizierten äquatorialen Rotationsgeschwindigkeit v∙sin i von etwa 110 km/s.
Theta Capricorni wird gelegentlich mit dem Eigennamen „Dorsum“ (von lateinisch dorsum ‚Rücken‘) bezeichnet, da er bei der Sternbildfigur des Steinbocks in diesem Bereich zu finden ist.

## Wissenschaftliche Untersuchung
In einer Untersuchung aus dem Jahr 2001 auf Grundlage der Hipparcos-Daten wurde keine messbare Veränderlichkeit des Sterns festgestellt. Diese Eigenschaft machte ihn in Verbindung mit anderen Faktoren zum Kandidaten für eine weitere Untersuchung in den Jahren 2005–2008, bei der Veränderungen der Rotationsgeschwindigkeit eines Sterns als Indiz für das Vorhandensein extrasolarer Planeten abgeleitet werden sollte. Für Theta Capricorni ergab sich daraus die wahrscheinliche Existenz eines Begleiters.